# Physetopoda daghestanica
Physetopoda daghestanica ist ein Hautflügler aus der Familie der Ameisenwespen (Mutillidae). 

## Merkmale
Die Wespen haben eine Körperlänge von 4 bis 9 Millimetern (Männchen), die weiblichen Tiere sind völlig unbekannt. Bei den Männchen ist der Kopf, das Schildchen (Scutellum), das Propodeum und der Hinterleib schwarz. Das Pronotum, Mesonotum und die Tegulae sind rot. Die Ocelli an den Seiten sind ungefähr halb so groß wie ihr Abstand zu den Facettenaugen. Die Volsella ist am Ende spitz und hat auf der Innenseite nur ein Haarbüschel. 

## Vorkommen und Lebensweise
Die Art ist von Frankreich über Mittel- und Südeuropa bis nach Kasachstan verbreitet. Die Tiere fliegen von Ende Mai bis September. Es ist unbekannt, welche Arten die Larven parasitieren.

## Belege
F. Amiet: Fauna Helvetica 23: Vespoidea 1. Centre Suisse de Cartographie de la Faune, 2008, ISBN 978-2-88414-035-5.